# Vini pou
Albums de Kassav'
Passeport
(1983) Majestik Zouk
(1989)
Vini Pou est le neuvième album du groupe antillais Kassav' sorti le 10 décembre 1987. Il a été disque d'or et disque de platine.

## Pistes
1. Syé Bwa
2. Flash'
3. Souf' zouk
4. Zou
5. Soleil
6. Ayen pa mòl
7. Zòt' vini pou
8. Es' sé an la fèt'
9. Rosa
10. Palé mwen dous'
11. Chouboulé

## Musiciens
- Chant lead: Jocelyne Béroard, Jean-Philippe Marthély et Patrick Saint-Eloi
- Guitares/chant: Jacob Desvarieux
- Claviers/chant: Jean-Claude Naimro
- Bass: Georges Décimus
- Batterie: Claude Vamur
- Percussions: César Durcin
- Claviers: Jacques Mbida
- Saxophones: Claude Thirifays
- Trompettes: Jean-Pierre Ramirez et Freddy Hovsepian
- Trombones: Claude Romano et Hamid Belhocine
- Chœurs: Marie-Josée Gibon et Catherine Laupa

## Musiciens additionnels
- Chœurs: Edith Lefel (5), Sylvie Aioun et Jean-Paul Pognon
- Batterie: Philippe Draï
- Percussions: Dédé Saint-Prix et Roger Raspail
- Trompette et Saxophone dans "Soleil" : Éric Giausserand et Alain Hatot
- Violons: Alain Kouznetzoff, Roger Bertier et France Dubois
- Trompettes: Harry Kim et Rahmlee Davis
- Saxophone alto: Don Myrick
- Saxophone ténor: James Roberts
- Trombone: Louis Satterfield